# Tved Mark
Tved Mark (dansk) eller Twedter Mark (tysk) er navnet på en gade og et område i det nordlige Mørvig i Flensborg. Området var en del af Tvedskov Kommune, inden den blev indlemmet i Flensborg i 1910. En del af området er udpeget som naturfredet område. Den fredede område udgør et areal på cirka 17 ha, bestående af en lille bøgskov og natureenge. Mod Flensborg Fjord ligger en større naturstrand. Området grænser i øst mod Farnæsodde. Syd for Tved Mark ligger Mørvig marineskole.
Tved Mark må ikke forveksles med naturområdet Tved Ager i det sydøstlige Flensborg. 